# Triclistus bicolor
Triclistus bicolor là một loài tò vò trong họ Ichneumonidae.